# 시편 69편
시편 69편은 69번째 시편이다. 부제: "수석 음악가에게, 소산님에게, 다윗의 시편". 시편은 히브리어 성경의 세 번째 부분이자 기독교 구약의 책이다. 그리스어 칠십인역 성경과 라틴 불가타역에서 사용되는 약간 다른 번호 체계에서 이 시편은 시편 68편이다. 라틴어에서는 "Salvum me fac Deus"로 알려져 있다. 이 시편은 36절(히브리어 절 번호 매기기에서는 37절)로 되어 있다.
신약 성경에는 시편 69편의 여러 구절이 인용되어 있다. 그것은 유대교, 가톨릭, 루터교, 성공회 및 기타 개신교 전례의 정규 부분을 형성한다.

## 내용
1. 하나님이여 나를 구원하소서 물들이 내 영혼에까지 흘러 들어왔나이다
2. 나는 설 곳이 없는 깊은 수렁에 빠지며 깊은 물에 들어가니 큰 물이 내게 넘치나이다
3. 내가 부르짖음으로 피곤하여 나의 목이 마르며 나의 하나님을 바라서 나의 눈이 쇠하였나이다
4. 까닭 없이 나를 미워하는 자가 나의 머리털보다 많고 부당하게 나의 원수가 되어 나를 끊으려 하는 자가 강하였으니 내가 빼앗지 아니한 것도 물어 주게 되었나이다
5. 하나님이여 주는 나의 우매함을 아시오니 나의 죄가 주 앞에서 숨김이 없나이다
6. 주 만군의 여호와여 주를 바라는 자들이 나를 인하여 수치를 당하게 하지 마옵소서 이스라엘의 하나님이여 주를 찾는 자가 나로 말미암아 욕을 당하게 하지 마옵소서
7. 내가 주를 위하여 비방을 받았사오니 수치가 나의 얼굴에 덮였나이다
8. 내가 나의 형제에게는 객이 되고 나의 어머니의 자녀에게는 낯선 사람이 되었나이다
9. 주의 집을 위하는 열성이 나를 삼키고 주를 비방하는 비방이 내게 미쳤나이다
10. 내가 곡하고 금식하였더니 그것이 도리어 나의 욕이 되었으며
11. 내가 굵은 베로 내 옷을 삼았더니 내가 그들의 말거리가 되었나이다
12. 성문에 앉은 자가 나를 비난하며 독주에 취한 무리가 나를 두고 노래하나이다
13. 여호와여 나를 반기시는 때에 내가 주께 기도하오니 하나님이여 많은 인자와 구원의 진리로 내게 응답하소서
14. 나를 수렁에서 건지사 빠지지 말게 하시고 나를 미워하는 자에게서와 깊은 물에서 건지소서
15. 큰 물이 나를 휩쓸거나 깊음이 나를 삼키지 못하게 하시며 웅덩이가 내 위에 덮쳐 그것의 입을 닫지 못하게 하소서
16. 여호와여 주의 인자하심이 선하시오니 내게 응답하시며 주의 많은 긍휼에 따라 내게로 돌이키소서
17. 주의 얼굴을 주의 종에게서 숨기지 마소서 내가 환난 중에 있사오니 속히 내게 응답하소서
18. 내 영혼에게 가까이하사 구원하시며 내 원수로 말미암아 나를 속량하소서
19. 주께서 나의 비방과 수치와 능욕을 아시나이다 나의 대적자들이 다 주님 앞에 있나이다
20. 비방이 나의 마음을 상하게 하여 근심이 충만하니 불쌍히 여길 자를 바라나 없고 긍휼히 여길 자를 바라나 찾지 못하였나이다
21. 그들이 쓸개를 나의 음식물로 주며 목마를 때에는 초를 마시게 하였사오니
22. 그들의 밥상이 올무가 되게 하시며 그들의 평안이 덫이 되게 하소서
23. 그들의 눈이 어두워 보지 못하게 하시며 그들의 허리가 항상 떨리게 하소서
24. 주의 분노를 그들의 위에 부으시며 주의 맹렬하신 노가 그들에게 미치게 하소서
25. 그들의 거처가 황폐하게 하시며 그들의 장막에 사는 자가 없게 하소서
26. 무릇 그들이 주께서 치신 자를 핍박하며 주께서 상하게 하신 자의 슬픔을 말하였사오니
27. 그들의 죄악에 죄악을 더하사 주의 공의에 들어오지 못하게 하소서
28. 그들을 생명책에서 지우사 의인들과 함께 기록되지 말게 하소서
29. 오직 나는 가난하고 슬프오니 하나님이여 주의 구원으로 나를 높이소서
30. 내가 노래로 하나님의 이름을 찬송하며 감사함으로 하나님을 위대하시다 하리니
31. 이것이 소 곧 뿔과 굽이 있는 황소를 드림보다 여호와를 더욱 기쁘시게 함이 될 것이라
32. 곤고한 자가 이를 보고 기뻐하나니 하나님을 찾는 너희들아 너희 마음을 소생하게 할지어다
33. 여호와는 궁핍한 자의 소리를 들으시며 자기로 말미암아 갇힌 자를 멸시하지 아니하시나니
34. 천지가 그를 찬송할 것이요 바다와 그 중의 모든 생물도 그리할지로다
35. 하나님이 시온을 구원하시고 유다 성읍들을 건설하시리니 무리가 거기에 살며 소유를 삼으리로다
36. 그의 종들의 후손이 또한 이를 상속하고 그의 이름을 사랑하는 자가 그 중에 살리로다

### 히브리어 버전
| 절 | 내용                                                                        |
| -- | --------------------------------------------------------------------------- |
| 1  | .לַמְנַצֵּחַ עַל-שׁוֹשַׁנִּים לְדָוִד                                                       |
| 2  | הוֹשִׁיעֵנִי אֱלֹהִים-- כִּי בָאוּ מַיִם עַד-נָפֶשׁ                                           |
| 3  | ;טָבַעְתִּי, בִּיוֵן מְצוּלָה-- וְאֵין מָעֳמָד .בָּאתִי בְמַעֲמַקֵּי-מַיִם, וְשִׁבֹּלֶת שְׁטָפָתְנִי               |
| 4  | יָגַעְתִּי בְקָרְאִי, נִחַר גְּרוֹנִי: כָּלוּ עֵינַי--מְיַחֵל, לֵאלֹהָי.                              |
| 5  | :רַבּוּ, מִשַּׂעֲרוֹת רֹאשִׁי-- שֹׂנְאַי חִנָּם .עָצְמוּ מַצְמִיתַי, אֹיְבַי שֶׁקֶר-- אֲשֶׁר לֹא-גָזַלְתִּי, אָז אָשִׁיב |
| 6  | אֱלֹהִים--אַתָּה יָדַעְתָּ, לְאִוַּלְתִּי; וְאַשְׁמוֹתַי, מִמְּךָ לֹא-נִכְחָדוּ                              |
| 7  | :אַל-יֵבֹשׁוּ בִי, קֹוֶיךָ-- אֲדֹנָי יְהוִה, צְבָאוֹת .אַל-יִכָּלְמוּ בִי מְבַקְשֶׁיךָ-- אֱלֹהֵי, יִשְׂרָאֵל      |
| 8  | .כִּי-עָלֶיךָ, נָשָׂאתִי חֶרְפָּה; כִּסְּתָה כְלִמָּה פָנָי                                         |
| 9  | .מוּזָר, הָיִיתִי לְאֶחָי; וְנָכְרִי, לִבְנֵי אִמִּי                                          |
| 10 | .כִּי-קִנְאַת בֵּיתְךָ אֲכָלָתְנִי; וְחֶרְפּוֹת חוֹרְפֶיךָ, נָפְלוּ עָלָי                               |
| 11 | .אֶבְכֶּה בַצּוֹם נַפְשִׁי; וַתְּהִי לַחֲרָפוֹת לִי                                             |
| 12 | .וָאֶתְּנָה לְבוּשִׁי שָׂק; וָאֱהִי לָהֶם לְמָשָׁל                                              |
| 13 | .יָשִׂיחוּ בִי, יֹשְׁבֵי שָׁעַר; וּנְגִינוֹת, שׁוֹתֵי שֵׁכָר                                      |
| 14 | ;אֲנִי תְפִלָּתִי-לְךָ יְהוָה, עֵת רָצוֹן-- אֱלֹהִים בְּרָב-חַסְדֶּךָ .עֲנֵנִי, בֶּאֱמֶת יִשְׁעֶךָ               |
| 15 | .הַצִּילֵנִי מִטִּיט, וְאַל-אֶטְבָּעָה; אִנָּצְלָה מִשֹּׂנְאַי, וּמִמַּעֲמַקֵּי מָיִם                           |
| 16 | ;אַל-תִּשְׁטְפֵנִי, שִׁבֹּלֶת מַיִם-- וְאַל-תִּבְלָעֵנִי מְצוּלָה .וְאַל-תֶּאְטַר-עָלַי בְּאֵר פִּיהָ               |
| 17 | .עֲנֵנִי יְהוָה, כִּי-טוֹב חַסְדֶּךָ; כְּרֹב רַחֲמֶיךָ, פְּנֵה אֵלָי                                 |
| 18 | .וְאַל-תַּסְתֵּר פָּנֶיךָ, מֵעַבְדֶּךָ: כִּי-צַר-לִי, מַהֵר עֲנֵנִי                                   |
| 19 | .קָרְבָה אֶל-נַפְשִׁי גְאָלָהּ; לְמַעַן אֹיְבַי פְּדֵנִי                                          |
| 20 | .אַתָּ֤ה יָדַ֗עְתָּ חֶרְפָּתִ֣י וּ֭בׇשְׁתִּי וּכְלִמָּתִ֑י נֶ֝גְדְּךָ֗ כׇּל־צוֹרְרָֽי׃                                 |
| 21 | :חֶרְפָּה, שָׁבְרָה לִבִּי-- וָאָנוּשָׁה .וָאֲקַוֶּה לָנוּד וָאַיִן; וְלַמְנַחֲמִים, וְלֹא מָצָאתִי              |
| 22 | .וַיִּתְּנוּ בְּבָרוּתִי רֹאשׁ; וְלִצְמָאִי, יַשְׁקוּנִי חֹמֶץ                                       |
| 23 | .יְהִי-שֻׁלְחָנָם לִפְנֵיהֶם לְפָח; וְלִשְׁלוֹמִים לְמוֹקֵשׁ                                       |
| 24 | .תֶּחְשַׁכְנָה עֵינֵיהֶם, מֵרְאוֹת; וּמָתְנֵיהֶם, תָּמִיד הַמְעַד                                   |
| 25 | .שְׁפָךְ-עֲלֵיהֶם זַעְמֶךָ; וַחֲרוֹן אַפְּךָ, יַשִּׂיגֵם                                           |
| 26 | .תְּהִי-טִירָתָם נְשַׁמָּה; בְּאָהֳלֵיהֶם, אַל-יְהִי יֹשֵׁב                                        |
| 27 | .כִּי-אַתָּה אֲשֶׁר-הִכִּיתָ רָדָפוּ; וְאֶל-מַכְאוֹב חֲלָלֶיךָ יְסַפֵּרוּ                                |
| 28 | .תְּנָה-עָוֺן, עַל-עֲוֺנָם; וְאַל-יָבֹאוּ, בְּצִדְקָתֶךָ                                         |
| 29 | .יִמָּחוּ, מִסֵּפֶר חַיִּים; וְעִם צַדִּיקִים, אַל-יִכָּתֵבוּ                                      |
| 30 | .וַאֲנִי, עָנִי וְכוֹאֵב; יְשׁוּעָתְךָ אֱלֹהִים תְּשַׂגְּבֵנִי                                       |
| 31 | .אֲהַלְלָה שֵׁם-אֱלֹהִים בְּשִׁיר; וַאֲגַדְּלֶנּוּ בְתוֹדָה                                         |
| 32 | .וְתִיטַב לַיהוָה, מִשּׁוֹר פָּר; מַקְרִן מַפְרִיס                                           |
| 33 | .רָאוּ עֲנָוִים יִשְׂמָחוּ; דֹּרְשֵׁי אֱלֹהִים, וִיחִי לְבַבְכֶם                                    |
| 34 | כִּי-שֹׁמֵעַ אֶל-אֶבְיוֹנִים יְהוָה; וְאֶת-אֲסִירָיו, לֹא בָזָה                                  |
| 35 | .יְהַלְלוּהוּ, שָׁמַיִם וָאָרֶץ; יַמִּים, וְכָל-רֹמֵשׂ בָּם                                       |
| 36 | .כִּי אֱלֹהִים, יוֹשִׁיעַ צִיּוֹן, וְיִבְנֶה, עָרֵי יְהוּדָה; וְיָשְׁבוּ שָׁם, וִירֵשׁוּהָ                   |
| 37 | וְזֶרַע עֲבָדָיו, יִנְחָלוּהָ; וְאֹהֲבֵי שְׁמוֹ, יִשְׁכְּנוּ-בָהּ                                     |